# Dariusz Mlącki
Dariusz Mlącki (ur. 1963 w Mińsku Mazowieckim) – polski artysta, malarz współczesny.
W latach 1985–1989 studiował na Wydziale Malarstwa Akademii Sztuk Pięknych w Warszawie. Dyplom pod kierunkiem profesorów: Tadeusza Dominika, Zbigniewa Gostomskiego oraz Ryszarda Winiarskiego. W latach 1992–2001 prowadził pracownię malarstwa w Europejskiej Akademii Sztuk w Warszawie. Jest członkiem Związku Polskich Artystów Plastyków oraz Stowarzyszenia Otwarta Pracownia w Krakowie.
Jest stypendystą Fundacji Kultury, Ministerstwa Kultury i Sztuki, Fundacji Kultury Polskiej, Fundacji Stefana Batorego. Prace artysty znajdują się w zbiorach Muzeum Narodowego w Warszawie, Centrum Rzeźby w Orońsku, Fundacji Adenauera, Muzeum w Chełmie, Galerii Studio, Kolekcji Perii, Centrum Kultury Elektrownia Radom, Broadway Gallery NYC, Biennale Leśmianowskie Zamość, BWA Bielsko - Biała, Galerii Białej w Lublinie, Galerii Narodowej Zachęta oraz w kolekcjach prywatnych.